# Samuel A. Taylor
Samuel A. Taylor (13 de juny de 1912 - 26 de maig del 2000) va ser un dramaturg i guionista nord-americà.
Nascut en una familia jueva de Chicago, a Illinois, Taylor va fer el seu debut a Broadway com a autor de l'obra The Happy Time l'any 1950. Taylor va escriure l'obra de teatre Sabrina de l'any 1953, i també la seva adaptació per a la pantalla gran, estrenada als cinemes l'any següent. L'any 1955, Taylor va guanyar un Globus d'Or i va ser nominat a un Oscar pel seu guió. Seria aquest èxit el que li suposaria trobar projectes a Hollywood, incloent la pel·lícula biogràfica The Eddy Duchin Story (1956) i el clàssic d'Alfred Hitchcock Vertigo (1958).
Taylor va col·laborar en diversos projectes amb Alfred Hitchcock, sobretot per a fer guions de les seves últimes pel·lícules, com Torn Curtain (1966) o Topaz (1969).
L'única vegada que el dramaturg va ser nominat a un Tony Award va ser com a co-productor de l'obra musical No Strings (1962), obra per la qual també va escriure un llibre. També participaria en l'escriptura d'obres com Avanti! (1968), que posteriorment va ser adaptada per la pel·lícula de Billy Wilder que porta el mateix nom, estrenada l'any 1972, i de l'obra Legend (1976).
Samuel A. Taylor va morir d'un atac de cor l'any 2000 a Blue Hill, Maine. La seva obra és habitualment confosa amb la de l'escriptor i guionista Samuel W. Taylor.

## Biografia
Samuel Albert Tenenbaum va néixer el dia 13 de juny de l'any 1912 a Chicago, Illinois. Taylor va estudiar a l'University of California, a Berkeley, durant la dècada dels 30. Durant un període breu, Taylor va ingressar a la Marina mercant. Més tard, s'instal·laria a Nova York, on va tenir diverses feines: va treballar simultàniament com a escriptor de programes humorístics per la radio, com a professor i alhora com a escriptor i adaptador d'obres teatrals. La primera de les seves obres originals va ser The Happy Time, que es va estrenar a Broadway el gener de 1950. Tot i això, la seva obra més popular seria Sabrina Fair, que esdevindria un gran èxit l'any 1953 a Broadway i, posteriorment, adaptada com a pel·lícula, fet que la va fer encara més famosa.
Samuel A. Taylor es va casar amb Suzanne Combes Taylor. Va morir el dia 26 de maig de l'any 2000 a Blue Hill, Maine, a l'edat de 87 anys, a causa d'un infart.

## Obres a Broadway
- Nina (1951)
- Sabrina Fair (1953)
- The Pleasure of His Company (1958)
- First Love (1961)
- No Strings (1962)
- Beekman Place (1964)
- Avanti! (1968)
- Legend (1976)

## Guions
- Sabrina (1954)
- The Eddy Duchin Story (1956)
- Vertigo (1958)
- Goodbye Again (1961)
- The Love Machine (1971)
- Avanti! (1972)

## Premis i nominacions[3]

### Academy Awards, USA (1955)
- Oscar al millor guió - Sabrina (1954) (nominació)

### Golden Globes, USA (1955)
- Millor guió - Sabrina (1954)

### Primetime Emmy Awards (1959)
- Capítol millor escrit de sèrie dramàtica (de menys d'una hora) - General Electric Theater (1953) Per l'episodi "One is a Wanderer" (nominació)

### Writers Guild of America, USA (1955/1957)
- Comèdia americana millor escrita - Sabrina (1954)
- Musical americà millor escrit - The Eddy Duchin Story (1956) (nominació)